# ناحیه مونتبلو، شهرستان هنکاک، ایلینوی
ناحیه مونتبلو (به انگلیسی: Montebello Township) یک منطقهٔ مسکونی در ایالات متحده آمریکا است که در شهرستان هنکاک، ایلینوی واقع شده‌است. ناحیه مونتبلو ۱۹۰ متر بالاتر از سطح دریا واقع شده‌است.